# Silůvky
Silůvky (en allemand : Siluwka) est une commune du district de Brno-Campagne, dans la région de Moravie-du-Sud, en Tchéquie. Sa population s'élevait à 871 habitants en 2020.

## Géographie
Silůvky se trouve à 7 km à l'est d'Ivančice, à 15 km au sud-ouest de Brno et à 182 km au sud-est de Prague.
La commune est limitée par Prštice au nord, par Ořechov à l'est, par Mělčany au sud-ouest, par Dolní Kounice au sud, et par Moravské Bránice et Hlína à l'ouest.

## Histoire
La première mention écrite de la localité date de 1277.